# ت'چالا (دنیای سینمایی مارول)
ت'چالا یا تِ‌چالا (به انگلیسی: T'Challa) شخصیتی تخیلی است که توسط چادویک بوزمن در فرنچایز چندرسانه‌ای دنیای سینمایی مارول ۶۱۶—بر پایهٔ شخصیت مارول کامیکس به همین نام—به تصویر کشیده شده‌است. او معمولاً با عنوان منصوب بلک پانتر (انگلیسی: Black Panther؛ پلنگ سیاه) شناخته می‌شود. تِ‌چالا پادشاه کشور خیالی آفریقایی واکاندا بود و در ابتدا با برخی از انتقام‌جویان وارد درگیری شد اما بعداً با آنها در برابر تانوس متحد شد.
ت‌چالا نخستین بار در کاپیتان آمریکا: جنگ داخلی (۲۰۱۶) ظاهر شد و بعداً در سه فیلم دیگر ظاهر شد و آخرین حضور زنده خود را در انتقام‌جویان: پایان بازی (۲۰۱۹) انجام داد. پس از مرگ بوزمن بر اثر سرطان روده بزرگ در اوت ۲۰۲۰، کوین فایگی تأیید کرد که این شخصیت نه بازسازی می‌شود و نه از یک بدل دیجیتال استفاده می‌شود، و او در پلنگ سیاه: واکاندا تا ابد (۲۰۲۲) ظاهر نخواهد شد. در عوض، تأیید شد که ت‌چالا قبل از رویدادهای واکاندا تا ابد درگذشته است. بازی بوزمن در نقش ت‌چالا به عنوان یکی از نخستین ابرقهرمانان سیاهپوست در یک فیلم گستردهٔ پرهزینه (علیرغم اینکه در نخستین فیلم در نقش اصلی ابرقهرمان سیاهپوست حضور نداشت)، مورد تحسین منتقدان قرار گرفت و فیلم عنوان او تبدیل به نهمین فیلم پرفروش تمام دوران شد.
نسخه‌های جایگزین ت‌چالا در چندجهانی MCU در فصل اول سریال پویانمایی چه می‌شود اگر… ؟ (۲۰۲۱) نمایش داده‌شد که در آن بوزمن پس از مرگش در آن نقش ظاهر شده‌است. قابل توجه‌ترین نسخهٔ جایگزین از ت‌چالا به عنوان استار-لرد (انگلیسی: Star-Lord) است که بر پایهٔ شخصیت مارول کامیکس به همین نام ساخته شده‌است. در اکتبر ۲۰۲۱، سریالی اسپین‌آف با محوریت استار-لرد ت‌چالا مشخص شد که به دلیل مرگ بوزمن در برزخ توسعه قرار گرفت.

## مفهوم، خلقت و شخصیت‌پردازی

### منشأ کمیک
استن لی و جک کربی به دلیل تمایل لی در اواسط دهه ۶۰ برای گنجاندن شخصیت‌های آفریقایی و آمریکایی-آفریقایی بیشتر در کمیک‌های مارول، «پلنگ سیاه» را خلق کردند. در مصاحبه‌ای در سال ۱۹۹۸، لی انگیزه خود را چنین توضیح داد: «من به حقوق شهروندی فکر نمی‌کردم. من دوستان زیادی داشتم که سیاه‌پوست بودند و ما همچنین هنرمندانی داشتیم که سیاه‌پوست بودند. پس به ذهنم رسید… چرا هیچ قهرمان سیاه‌پوستی وجود ندارد؟» نام «Black Panther» از یک قهرمان ماجراجویی پالپ الهام گرفته شده‌است که یک پلنگ سیاه را به عنوان کمک‌کننده دارد. هنر مفهومی اصلی جک کربی برای «بلک پنتر» از نام مفهومی «Coal Tiger» استفاده می‌کرد. این شخصیت از شخصیت‌های تاریخی مانند سلطان امپراتوری مالی قرن چهاردهم، مانسا موسی و فعال جامائیکایی قرن بیستم، مارکوس گاروی، و همچنین شخصیت‌های کتاب مقدس مانند حام و کنعان تأثیر گرفته‌است.

### اقتباس فیلم
در سال ۲۰۰۴، دیوید مایزل به عنوان مدیر عملیاتی مارول استودیوز استخدام شد، زیرا او برنامه‌ای برای این استودیو برای تأمین مالی فیلم‌ها داشت. مارول با مریل لینچ وارد یک ساختار وام بدون حق رجوع شد که بر اساس آن مارول ۵۲۵ میلیون دلار دریافت کرد تا حداکثر ۱۰ فیلم بر اساس دارایی‌های شرکت در طول هشت سال بسازد، که با حقوق خاص فیلم برای در مجموع ۱۰ شخصیت، از جمله بلک پانتر، تضمین شده‌است.

### انتخاب بازیگران

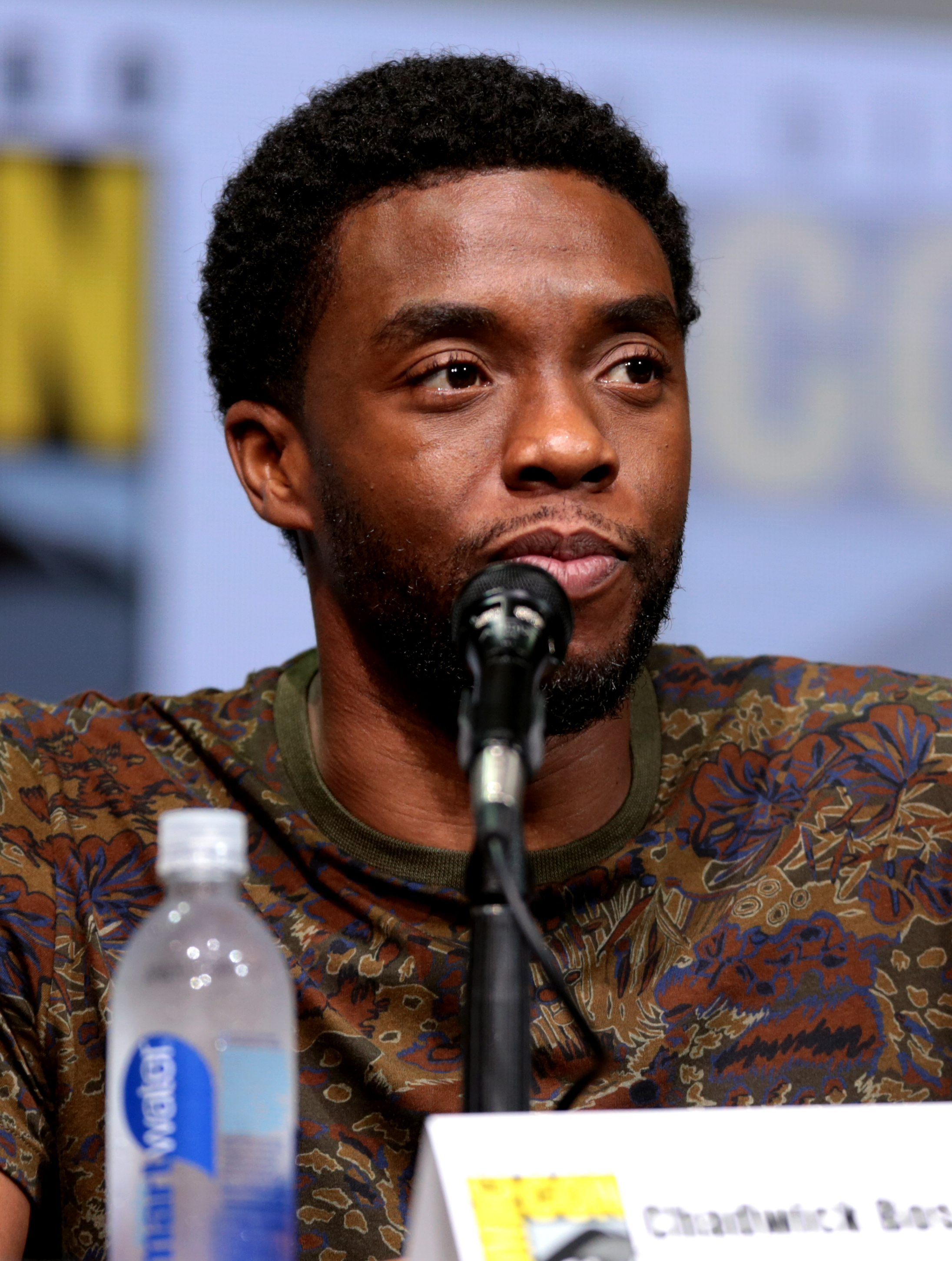
چادویک بوزمن در حال تبلیغ پلنگ سیاه در کامیک کان سن دیگو ۲۰۱۷

چادویک بوزمن نقش ت‌چالا را در دنیای سینمایی مارول به تصویر کشید و نخستین بار در کاپیتان آمریکا: جنگ داخلی (۲۰۱۶) ظاهر شد. او در این فیلم، سرعت، چابکی، قدرت و دوام زیادی را نشان می‌دهد که همانند کتاب‌های کمیک‌ها از خوردن یک گیاه به دست می‌آورد. لباس او دارای پنجه‌های جمع‌شونده است و از بافت «ویبرانیوم» ساخته شده‌است که می‌تواند آتش مسلسل‌های سنگین را منحرف کند و در برابر حملات انفجاری مقاومت کند. نسخهٔ جدیدتر لباس مخصوص او همچنین می‌تواند انرژی جنبشی (که به صورت برجسته‌های بنفش رنگ نشان داده می‌شود) را جذب کند و پس از جمع‌آوری انرژی کافی، آن را به صورت موج ضربه‌ای بنفش روشن آزاد کند. این لباس همچنین می‌تواند به صورت یک گردنبند نقره جمع شود. بوزمن قراردادی پنج تصویری با مارول داشت.

### مرگ چادویک بوزمن
در ۲۸ آگوست ۲۰۲۰، بوزمن پس از چهار سال مبارزه با سرطان روده بزرگ درگذشت. در نتیجه، مرگ او در فیلم پلنگ سیاه: واکاندا تا ابد (۲۰۲۲) نوشته شد، جایی که ت‌چالا در اثر یک بیماری نامشخص می‌میرد.
طرفداران با احتمال انتخاب بازیگر دیگری به عنوان شخصیت برای دنباله پلنگ سیاه و سایر رسانه‌های آینده MCU که قرار بود این شخصیت در آن حضور داشته باشد مخالف بودند، تصمیمی که استودیو مارول آن را رد کرد. در حال حاضر مشخص نیست که چه مقدار، در صورت وجود، محتوای منتشرنشده با بوزمن که این شخصیت را به تصویر می‌کشد، ساخته شده‌است. در نوامبر ۲۰۲۰، ویکتوریا آلونسو، مدیر تولید مارول استودیوز، این موضوع را تکذیب کرد که استودیو قصد دارد یک بدل دیجیتالی از بوزمن برای واکاندا تا ابد بسازد، و اینکه مارول «به این فکر خواهد کرد که بعداً چه کاری و چگونه انجام خواهد داد [تا] فرنچایز را پاس بدارد.» در ۱۰ دسامبر، کوین فایگی تأیید کرد که این نقش دوباره بازگردانده نخواهد شد، زیرا احساس کرد که نقش بوزمن «فراتر از تکرار قبلی این شخصیت در گذشتهٔ مارول است.» در اکتبر ۲۰۲۱، یک سری اسپین آف از چه می‌شود اگر… ؟ با محوریت نوع «استار-لرد ت‌چالا» که در این مجموعه معرفی شده‌بود، مشخص شد که پیش از مرگ بوزمن در مرحله توسعه اولیه بوده‌است، که پروژه را در «برزخ توسعه» قرار داد. کارگردان سریال برایان اندروز با این وجود ابراز علاقه کرد که اسپین آف روزی به افتخار بوزمن تولید شود و صداپیشه‌ای متفاوت صداپیشگی این شخصیت را بر عهده بگیرد.